# カルステン・アンデルセン
カルステン・アンカー・アンデルセン（Karsten Anker Andersen, 1920年2月16日 - 1997年12月15日）は、ノルウェー出身の指揮者。

## 経歴
クリスチャニア（現オスロ）生まれ。2歳の時にフレドリクスタに引っ越した。8歳からセヴェリン・スヴェンセンにヴァイオリンを師事し、16歳の頃からオスロでエルンスト・グレイザーにヴァイオリンの指導を受けた。1937年にオスロ音楽院に入学し、アリルド・サンドヴォルトに和声学を学んだが、音楽院に在学中からヴァイオリニストとして演奏活動を行っていた。
1939年に音楽院を卒業した際にフレドリクスタから奨学金を得てゲオルク・クーレンカンプの指導を受ける計画が立てられたが、第二次世界大戦の勃発で頓挫し、オスロ・フィルハーモニー管弦楽団にヴァイオリン奏者として1945年まで在籍した。オーケストラ在籍中にはオッド・グリューナー＝ヘッゲに指揮法を学び、1945年にスタヴァンゲルで当地のアンサンブルを指揮して指揮者デビューを飾った。1964年から1985年までベルゲン・フィルハーモニー管弦楽団の首席指揮者を務め、1973年から1980年までアイスランド国立交響楽団の首席指揮者を兼任した。1985年から1988年までノルウェー音楽院の指揮科の教授を務めた。
1997年、オスロにて没。